# STS-58
STS-58 e петдесет и осмата мисия на НАСА по програмата Спейс шатъл и петнадесети полет на совалката Колумбия. Основната цел на полета е експерименти с космическата лаборатория Спейслаб, най-вече в областта на биологията, втори поред с кодово име Spacelab Life Sciences-2 (SLS-2).

## Екипаж
| Пост                           | Астронавт                             |
| ------------------------------ | ------------------------------------- |
| Командир                       | Джон Блаха четвърти космически полет  |
| Пилот                          | Ричард Сеърфос първи космически полет |
| Командир на полезния товар     | Реа Седън трети космически полет      |
| Специалист на мисията 2        | Уилям Макартър първи космически полет |
| Специалист на мисията 3        | Дейвид Улф първи космически полет     |
| Специалист на мисията 4        | Шанън Лусид четвърти космически полет |
| Специалист по полезния товар 1 | Мартин Фетман първи космически полет  |

- Броят на полетите е преди и включително тази мисия.

## Полетът
STS-58 е мисия, посветена на биологични изследвания по въпроса как човешкото тяло се адаптира към безтегловността в космоса. Експериментите са съсредоточени върху сърдечно-съдовата, отделителната, нервната система и опорно-двигателния апарат на организма. Експериментите се провеждат както върху членовете на екипажа на „Колумбия“, така и върху лабораторни животни (48 плъха, разделени в 24 клетки). Тази мисия е взаимно свързана с мисия Spacelab Life Sciences 1 (SLS-1), проведена през юни 1991 г. (STS-40). Данните, събрани от двете мисии представляват най-подробните физиологични измервания, придобити в космоса от програмата Скайлаб насам, проведена през 1973 – 74 г.

## Параметри на мисията
- Маса:
  - При кацане: 103 146 кг
  - Маса на полезния товар: 11 803 кг
- Перигей: 284 км
- Апогей: 294 км
- Инклинация: 39,0°
- Орбитален период: 90.3 мин

## Галерия
- На стартовата площадка
- Стартът на совалката
- Изглед към Спейслаб
- Приземяването